# Chin (razza canina)
Il Chin è un piccolo cane da compagnia giapponese piuttosto diffuso anche in Europa e nel Nord America. Il peso va all'incirca dai 3 ai 5 kg, ma lo standard indica solo l'altezza al garrese (25cm)

## Origini
Originario della Cina e del Tibet, il Chin venne introdotto in Giappone attorno al 732 d. C. , quando i sovrani coreani della dinastia Silla donarono alla corte imperiale del Sol Levante i progenitori di questa razza. 
In Giappone questi cani ottennero un grande successo, tanto da essere venerati come animali sacri per volontà dell'imperatore. 
Durante lo shogunato di Tsunayoshi Tokugawa (1680-1709) il Chin venne impiegato come piccolo cane da salotto nel Castello di Edo. 
Si presume che i primi esemplari furono portati in Europa dai navigatori portoghesi intorno al 1600. Nel 1853 un ufficiale della marina americano, Matthew Calbraith Perry, importò in Usa i primi 7 esemplari di Chin di cui si ha notizia certa, ricevuti in dono dall'imperatore giapponese. Solo 2 di questi sopravvissero durante il viaggio. 
A partire dal XIX sec.  il Chin si diffuse rapidamente nell'Europa occidentale e negli Stati Uniti, diventando il cane da salotto preferito delle dame dell'alta società. Anche la regina Alexandra possedeva alcuni esemplari di chin. 

## Caratteristiche fisiche
Cane dalla struttura quadrata ed elegante, il Chin ha testa ampia e arrotondata, con stop profondo e rientrato. Il muso è corto e largo, con labbra pronunciate con tartufo (nero, tranne per la colorazione bianco/arancio dove dev'essere marrone) sulla linea retta degli occhi. Sono ammesse tutte le chiusure dentali tranne l'enognatismo. 
Gli occhi, larghi, ben distanziati e sporgenti, sono di color nero brillante con una parte bianca ben visibile. Questa sezione bianca dell'occhio, detta "spicchio di luna" dà alla razza la tipica espressione di stupore. Lo spicchio di Luna non deve superare il 30% del totale dell'occhio. 
Le orecchie sono lunghe, triangolari, attaccate alte e ricoperte di pelo lungo. 
Il pelo è lungo, diritto e setoso; i colori ammessi sono bianco/nero e bianco/arancio. 
Nello standard Fci non sono ammessi bianco/sabbia (fulvo con peli neri), bianco/tricolore e bianco/cioccolato. Il mismark (una o entrambe le macchie della regione oculare mancanti) è considerato un difetto eliminatorio. 
Le macchie sulla regione della testa e del corpo devono essere più simmetriche possibili. Sono considerate difetto macchie nere sulle labbra, sulle zampe (tra cui il ticking), sul petto e sulla coda. Queste zone devono essere totalmente bianche. Apprezzata una macchia circolare posta in sommità del capo, detta "Bacio di Buddha". 
La coda, ricoperta da pelo lungo, è portata appoggiata sul dorso, sia in movimento, sia in stazione. 

## Temperamento
È un cane intelligente, docile e affettuoso. Molto addestrabili, sono adatti anche ad essere cani da principianti e per famiglie. 
Vengono detti "i persiani dei cani": sono indipendenti, si puliscono il muso con le zampe e sono molto agili come i gatti, infatti alcuni esemplari all'estero praticano agility. 
Tipico della razza è girare su se stessi quando sono eccitati (comportamento detto Danza delle maree). Abbaiano poco, ma a volte ululano. 
Hanno una vita media di 10-11 anni. Necessitano di una toeletta costante per mantenere il pelo bianco, senza nodi e per permettere il ricambio del pelo durante le mute.